# Marie Wilt
Marie Wilt, nata Marie Liebenthaler (Vienna, 30 gennaio 1833 – Vienna, 24 settembre 1891), è stata un soprano austriaco di coloratura.
Possedendo una vasta estensione vocale con una notevole quantità di potenza e flessibilità, la Wilt cantò un vasto repertorio che comprendeva le opere di Wolfgang Amadeus Mozart, le opere tedesche di Richard Wagner, le grandi opere di Giuseppe Verdi e le opere belcanto di Bellini, Rossini e Donizetti. Cantò per molti anni alla Hofoper di Vienna (ora Wiener Staatsoper) e per diverse stagioni al Royal Opera House, Covent Garden di Londra. In particolare interpretò il ruolo di Sulamith nella prima mondiale de La regina di Saba di Karl Goldmark nel 1875. Inoltre, regolare interprete del repertorio concertistici, la Wilt apparve spesso nelle esecuzioni di opere di Beethoven, Haydn e Mendelssohn.

## Biografia

### Primi anni e formazione
Nata a Vienna, con il nome di Marie Liebenthaler, la Wilt rimase orfana da bambina e adottata da una famiglia con il cognome Tremier. A partire dalla sua adolescenza, cantato in cori a Vienna e occasionalmente apparve come solista. Sposò Franz Wilt, un banchiere, nel 1855 e per diversi anni lavorò come casalinga mentre cantava ancora nei cori. Entrò alla Wiener Singakademie nel 1858 e attirò l'attenzione del suo regista, Johann Ritter von Herbeck, che le assegnò degli assoli negli oratori e altre grandi opere eseguite dal gruppo. Sotto la persuasione di Herbeck e l'influenza del soprano belga Désirée Artôt, iniziò a studiare canto con Joseph Gänsbacher.

### Carriera ed anni successivi
Marie Wilt fece il suo debutto professionale come Donna Anna nel Don Giovanni di Mozart con l'Opera di Graz nel 1865. Ripeté il ruolo più tardi nello stesso anno alla Staatsoper Unter den Linden di Berlino, ma dovette lasciare la produzione nel bel mezzo dell'opera a causa di un avvelenamento da monossido di carbonio. L'anno seguente andò in Inghilterra per unirsi alle file del Covent Garden dove cantò ruoli per due stagioni sotto il nome di Maria Vilda. In particolare cantò il ruolo da protagonista nella Norma di Bellini mentre era a Londra. Apparve anche a Venezia nel novembre 1866.
Nel 1867 la Wilt tornò in Austria per entrare nello staff della Wiener Staatsoper, dove cantò ruoli per il successivo decennio. Il suo primo ruolo al teatro dell'opera fu Leonora ne Il trovatore di Verdi. In particolare interpretò il ruolo di Donna Elvira nel Don Giovanni di Mozart per l'apertura del nuovo teatro d'opera di Vienna nel 1869. Interpretò anche il ruolo della protagonista nell'Aida di Verdi per la prima austriaca di quell'opera nel 1874 ed interpretò il ruolo di Sulamith nella prima mondiale de La regina di Saba di Karl Goldmark nel 1875. Tra gli altri suoi ruoli con la compagnia c'erano la Regina della Notte ne Il flauto magico di Mozart e opere del belcanto di Donizetti e Bellini oltre a diverse eroine di Wagner e Verdi tra le altre.
Mentre cantava con l'Hofoper di Vienna la Wilt viaggiò periodicamente in tutta Europa per apparire come artista ospite in numerose opere e concerti. Erau particolarmente ammirata per le sue esibizioni in assoli di soprano nel Requiem di Verdi, nella 9ª Sinfonia di Beethoven, nella Missa solemnis di Beethoven e nei concerti di Haydn e Mendelssohn. Cantò in concerti e opere a Francoforte e Mannheim nel 1868, Praga nel 1869 e Riga nel 1871. Nel 1873 cantò in concerti al Lower Rhenish Music Festival a Düsseldorf ed Aquisgrana e a Bonn per la celebrazione di Robert Schumann. La Wilt tornò al Covent Garden nel 1874 e nel 1875 per apparire in diverse produzioni con la compagnia, tra cui: Marguerite de Valois ne Gli ugonotti di Giacomo Meyerbeer, il ruolo della protagonista nella Lucrezia Borgia di Donizetti, Alice in Roberto il diavolo di Donizetti e il ruolo principale in Semiramide di Rossini.
La Wilt lasciò la Wiener Staatsoper nel 1877 e si trasferì a Lipsia. Mentre era a Lipsia cantò il ruolo di Brünnhilde in una delle prime interpretazioni complete de L'anello del Nibelungo (Il ciclo dell'anello) di Richard Wagner sotto il direttore Anton Seidl. Entrò all'Opern- und Schauspielhaus Frankfurt nel 1880 per la loro prima stagione, aprendo il loro nuovo teatro dell'opera con il ruolo di Donna Anna. Lasciò Francoforte nel 1882 e trascorse i successivi quattro anni cantando a Budapest e Brno. Ritornò alla Hofoper di Vienna nel 1886 e l'anno seguente riprese il ruolo di Donna Elvira al Festival di Salisburgo per la rappresentazione del centenario del Don Giovanni.

## La morte tragica
La Wilt si ritirò dal teatro d'opera nel 1890 e, ora vedova, si trasferì a Graz per vivere con sua figlia, la signora Gottinger. Si innamorò di un uomo più giovane che alla fine le spezzò il cuore. La fine della storia d'amore la gettò in una profonda depressione e si suicidò saltando dalla finestra del quarto piano di un hotel di Vienna.

## Repertorio
- Ludwig van Beethoven
  - Fidelio (Leonora)
- Vincenzo Bellini
  - Norma (Norma)
- Gaetano Donizetti
  - Lucrezia Borgia (Lucrezia Borgia)
  - Lucia di Lammermoor (Lucia Ashton)
- Christoph Willibald Gluck
  - Armida (Armida)
- Karl Goldmark
  - La regina di Saba (Sulamith)
- Fromental Halévy
  - L'ebrea (Rachele)
- Giacomo Meyerbeer
  - Roberto il diavolo (Alice; Isabella)
  - Gli ugonotti (Margherita di Valois; Valentina)
  - Il profeta (Berta)
  - L'africana (Sélika)
- Wolfgang Amadeus Mozart
  - Il ratto dal serraglio (Costanza)
  - Le nozze di Figaro (Contessa d'Almaviva)
  - Don Giovanni (Donna Anna; Donna Elvira)
  - Così fan tutte (Fiordiligi)
  - Il flauto magico (Regina della Notte)
- Gioachino Rossini
  - Semiramide (Semiramide)
- Ambroise Thomas
  - Amleto (Ofelia)
- Giuseppe Verdi
  - Ernani (Elvira)
  - Il trovatore (Leonora)
  - Un ballo in maschera (Amelia)
  - Aida (Aida)
- Richard Wagner
  - Tannhäuser (Elisabeth)
  - Lohengrin (Ortruda)
  - La Valchiria (Brunilde)
  - Sigfrido (Brunilde)
  - Il crepuscolo degli dei (Brunilde)
- Carl Maria von Weber
  - Oberon (Rezia)
  - Euryanthe (Eglantine; Euryanthe)